# Campionati europei giovanili di nuoto 2019
I XLVI Campionati europei giovanili di nuoto si sono svolti in Russia dal 3 al 7 luglio 2019. Le sedi di gara sono state a Kazan', presso l'Aquatics Palace.

## Medagliere
| Posizione | Paese         | Oro | Argento | Bronzo | Totale |
| --------- | ------------- | --- | ------- | ------ | ------ |
| 1         | Russia        | 15  | 12      | 9      | 36     |
| 2         | Germania      | 7   | 5       | 5      | 17     |
| 3         | Italia        | 7   | 5       | 4      | 16     |
| 4         | Gran Bretagna | 2   | 4       | 4      | 10     |
| 5         | Bielorussia   | 2   | 0       | 1      | 3      |
| 5         | Grecia        | 2   | 0       | 1      | 3      |
| 5         | Svizzera      | 2   | 0       | 1      | 3      |
| 8         | Ungheria      | 1   | 3       | 2      | 6      |
| 9         | Svezia        | 1   | 1       | 1      | 3      |
| 10        | Rep. Ceca     | 1   | 0       | 2      | 3      |
| 10        | Ucraina       | 1   | 0       | 2      | 3      |
| 12        | Spagna        | 1   | 0       | 0      | 1      |
| 13        | Israele       | 0   | 3       | 2      | 5      |
| 14        | Paesi Bassi   | 0   | 3       | 1      | 4      |
| 15        | Francia       | 0   | 2       | 3      | 5      |
| 15        | Turchia       | 0   | 2       | 3      | 5      |
| 17        | Bulgaria      | 0   | 2       | 0      | 2      |
| 17        | Lituania      | 0   | 2       | 0      | 2      |
| 19        | Finlandia     | 0   | 0       | 1      | 1      |
| 19        | Portogallo    | 0   | 0       | 1      | 1      |
| Totale    | Totale        | 42  | 42      | 43     | 127    |

## Podi

### Uomini
| Evento               | Oro                                                                        | Tempo    | Argento                                                             | Tempo    | Bronzo                                                                      | Tempo    |
| Stile libero         |                                                                            |          |                                                                     |          |                                                                             |          |
| 50 m                 | Artem Selin                                                                | 21"83    | Kenzo Simons                                                        | 22"10    | Vladyslav Bukhov                                                            | 22"37    |
| 100 m                | Matthew Richards                                                           | 48"88    | Robin Hanson                                                        | 49"05    | Vladyslav Bukhov                                                            | 49"25    |
| 200 m                | Robin Hanson                                                               | 1'46"93  | Matthew Richards                                                    | 1'47"23  | Antonio Djakovic                                                            | 1'47"26  |
| 400 m                | Antonio Djakovic                                                           | 3'47"89  | Aleksandr Egorov                                                    | 3'48"28  | Robin Hanson                                                                | 3'50"53  |
| 800 m                | Ilia Sibirtsev                                                             | 7'52"83  | Aleksandr Egorov                                                    | 7'53"34  | Sven Schwarz                                                                | 7'53"74  |
| 1500 m               | Kirill Martynychev                                                         | 15'01"59 | Ilia Sibirtsev                                                      | 15'08"57 | Sven Schwarz                                                                | 15'09"41 |
| Dorso                |                                                                            |          |                                                                     |          |                                                                             |          |
| 50 m                 | Thomas Ceccon                                                              | 25"24    | Nikolai Zuev                                                        | 25"29    | Pavel Samusenko                                                             | 25"59    |
| 100 m                | Thomas Ceccon                                                              | 54"13    | Nikolai Zuev                                                        | 54"40    | Jan Čejka                                                                   | 54"47    |
| 200 m                | Jan Čejka                                                                  | 1'57"51  | Mewen Tomac                                                         | 1'58"31  | Egor Dolomanov                                                              | 1'59"21  |
| Rana                 |                                                                            |          |                                                                     |          |                                                                             |          |
| 50 m                 | Vladislav Gerasimenko                                                      | 27"77    | Archie Goodburn                                                     | 27"89    | Arkadios Aspougalis Caspar Corbeau                                          | 28"16    |
| 100 m                | Aleksandr Zhigalov                                                         | 1'00"75  | Caspar Corbeau                                                      | 1'00"77  | Demirkan Demir                                                              | 1'00"84  |
| 200 m                | Aleksandr Zhigalov                                                         | 2'11"25  | Caspar Corbeau                                                      | 2'11"41  | Léon Marchand                                                               | 2'12"17  |
| Farfalla             |                                                                            |          |                                                                     |          |                                                                             |          |
| 50 m                 | Noè Ponti                                                                  | 23"48    | Luca Nik Armbruster                                                 | 23"49    | Andrej Minakov                                                              | 23"66    |
| 100 m                | Andrej Minakov                                                             | 51"66    | Josef Miladinov                                                     | 52"11    | Luca Nik Armbruster                                                         | 52"54    |
| 200 m                | Igor Troyanovs'kyy                                                         | 1'57"86  | Dominik Márk Török                                                  | 1'58"79  | Adam Hlobeň                                                                 | 1'58"90  |
| Misti                |                                                                            |          |                                                                     |          |                                                                             |          |
| 200 m                | Apostolos Papastamos                                                       | 1'59"93  | Ron Polonsky                                                        | 1'59"98  | Gal Cohen Groumi                                                            | 2'00"48  |
| 400 m                | Apostolos Papastamos                                                       | 4'15"18  | Ilya Borodin                                                        | 4'17"09  | Leon Marchand                                                               | 4'17"22  |
| Staffette            |                                                                            |          |                                                                     |          |                                                                             |          |
| 4x100 m stile libero | Russia Andrej Minakov Arseniy Chivilev Aleksandr Shchegolev Egor Pavlov    | 3'18"48  | Italia Stefano Nicetto Thomas Ceccon Giovanni Caserta Mario Nicotra | 3'18"54  | Gran Bretagna Archie Goodburn Edward Mildred Matthew Richards Jacob Whittle | 3'19"88  |
| 4x200 m stile libero | Russia Aleksandr Shchegolev Aleksandr Egorov Egor Pavlov Nikita Danilov    | 7'16"49  | Germania Lukas Märtens Sven Schwarz Danny Schmidt Rafael Miroslaw   | 7'18"31  | Ungheria Gábor Zombori Botond Ulrich Bálint Pap Milán Fábián                | 7'21"61  |
| 4x100 m misti        | Russia Nikolai Zuev Aleksandr Zhigalov Andrej Minakov Aleksandr Shchegolev | 3'35"97  | Italia Thomas Ceccon Emiliano Tomasi Claudio Faraci Stefano Nicetto | 3'37"63  | Turchia Mert Satir Demirkan Demir Emir Simsek Saturalp Unlu                 | 3'42"76  |

### Donne
| Evento               | Oro                                                                              | Tempo    | Argento                                                                           | Tempo    | Bronzo                                                                   | Tempo    |
| Stile libero         |                                                                                  |          |                                                                                   |          |                                                                          |          |
| 50 m                 | Costanza Cocconcelli                                                             | 25"25    | Isabel Marie Gose                                                                 | 25"30    | Ekaterina Nikonova                                                       | 25"33    |
| 100 m                | Isabel Marie Gose                                                                | 54"86    | Maya Tobehn                                                                       | 55"21    | Aleksandra Sabitova                                                      | 55"38    |
| 200 m                | Isabel Marie Gose                                                                | 1'57"51  | Polina Nevmovenko                                                                 | 1'58"94  | Maya Tobehn                                                              | 1'59"72  |
| 400 m                | Isabel Marie Gose                                                                | 4'07"96  | Giulia Salin                                                                      | 4'10"13  | Yana Kurtseva                                                            | 4'10"26  |
| 800 m                | Giulia Salin                                                                     | 8'29"19  | Beril Böcekler                                                                    | 8'34"56  | Yana Kurtseva                                                            | 8'39"82  |
| 1500 m               | Giulia Salin                                                                     | 16'13"59 | Beril Böcekler                                                                    | 16'21"39 | Viktória Mihályvári-Farkas                                               | 16'26"33 |
| Dorso                |                                                                                  |          |                                                                                   |          |                                                                          |          |
| 50 m                 | Dar'ja Vas'kina                                                                  | 27"82    | Anastasia Gorbenko                                                                | 28"21    | Costanza Cocconcelli                                                     | 28"55    |
| 100 m                | Dar'ja Vas'kina                                                                  | 1'00"17  | Erika Gaetani                                                                     | 1'01"62  | Rafaela Azevedo                                                          | 1'01"85  |
| 200 m                | Erika Gaetani                                                                    | 2'10"28  | Honey Osrin                                                                       | 2'10"30  | Anastasija Škurdaj                                                       | 2'11"84  |
| Rana                 |                                                                                  |          |                                                                                   |          |                                                                          |          |
| 50 m                 | Benedetta Pilato                                                                 | 30"16    | Kotryna Teterevkova                                                               | 31"20    | Anastasia Makarova                                                       | 31"26    |
| 100 m                | Kayla van der Merwe                                                              | 1'07"12  | Anastasia Makarova                                                                | 1'07"30  | Evgenija Čikunova                                                        | 1'07"63  |
| 200 m                | Evgenija Čikunova                                                                | 2'23"06  | Anastasia Makarova                                                                | 2'26"06  | Kayla van der Merwe                                                      | 2'26"55  |
| Delfino              |                                                                                  |          |                                                                                   |          |                                                                          |          |
| 50 m                 | Anastasija Škurdaj                                                               | 26"23    | Naele Portecop                                                                    | 26"29    | Costanza Cocconcelli                                                     | 27"03    |
| 100 m                | Anastasija Škurdaj                                                               | 57"39    | Aleksandra Sabitova                                                               | 59"27    | Helena Biasibetti                                                        | 59"69    |
| 200 m                | Blanka Berecz                                                                    | 2'09"80  | Fanni Fábián                                                                      | 2'09"97  | Laura Lahtinen                                                           | 2'11"14  |
| Misti                |                                                                                  |          |                                                                                   |          |                                                                          |          |
| 200 m                | Zoe Vogelmann                                                                    | 2'13"78  | Anastasia Gorbenko                                                                | 2'13"81  | Lea Polonsky                                                             | 2'14"29  |
| 400 m                | Alba Vázquez                                                                     | 4'40"64  | Viktória Mihályvári-Farkas                                                        | 4'41"32  | Katie Shanahan                                                           | 4'43"36  |
| Staffette            |                                                                                  |          |                                                                                   |          |                                                                          |          |
| 4x100 m stile libero | Germania Zoe Vogelmann Lena Riedemann Isabel Marie Gose Maya Tobehn              | 3'41"24  | Russia Aleksandra Sabitova Polina Nevmovenko Elizaveta Ryndych Ekaterina Nikonova | 3'42"81  | Francia Océane Carnez Lucile Tessariol Lison Nowaczyck Célia Pinsolle    | 3'43"50  |
| 4x200 m stile libero | Russia Aleksandra Bykova Yana Kurtseva Ekaterina Nikonova Polina Nevmonenko      | 8'01"62  | Gran Bretagna Freya Colbert Tamryn Van Selm Emma Russell Mia Slevin               | 8'03"77  | Germania Zoe Vogelmann Maya Tobehn Rosalie Kleyboldt Isabel Marie Gose   | 8'03"99  |
| 4x100 m misti        | Russia Dar'ja Vas'kina Anastasia Makarova Aleksandra Sabitova Ekaterina Nikonova | 4'01"83  | Italia Erika Gaetani Benedetta Pilato Helena Biasibetti Costanza Cocconcelli      | 4'05"66  | Gran Bretagna Pia Murray Kayla van der Merwe Maisie Elliott Evelyn Davis | 4'06"48  |

### Gare miste
| Evento               | Oro                                                                          | Tempo   | Argento                                                                           | Tempo   | Bronzo                                                                         | Tempo   |
| Staffette            |                                                                              |         |                                                                                   |         |                                                                                |         |
| 4x100 m stile libero | Germania Rafael Miroslaw Artem Selin Maya Tobehn Isabel Marie Gose           | 3'28"43 | Russia Andrej Minakov Aleksandr Shchegolev Aleksandra Sabitova Ekaterina Nikonova | 3'29"12 | Italia Stefano Nicetto Thomas Ceccon Maria Masciopinto Emma Virginia Menicucci | 3'30"12 |
| 4x100 m misti        | Russia Dar'ja Vas'kina Aleksandr Zhigalov Andrej Minakov Aleksandra Sabitova | 3'49"13 | Germania Lukas Märtens Magdalena Heimrath Luca Nik Armbruster Maya Tobehn         | 3'52"22 | Turchia Mert Ali Satır Demirkan Demir Aleyna Özkan Gizem Güvenç                | 3'52"35 |